# Big Fish Theory
Albums de Vince Staples
Prima Donna
(2016) FM!
(2018)
Singles
1. BagBak
Sortie : 2 février 2017
2. Big Fish
Sortie : 18 mai 2017
3. Rain Come Down
Sortie : 8 juin 2017

Big Fish Theory est le deuxième album studio de Vince Staples, sorti le 23 juin 2017, sur les labels ARTium, Blacksmith et Def Jam.

## Réception

### Commerciale
Big Fish Theory débute à la seizième place du Billboard 200 et à la onzième du Top R&B/Hip-Hop Albums, avec 24 000 ventes la première semaine.

### Critique
Big Fish Theory reçoit un accueil unanime de la presse spécialisée, obtenant le score de 89 sur 100 sur le site Metacritic, basé sur 25 critiques.

## Liste des titres
| No  | Titre                                                 | Auteur | Contient un (des) sample(s)                                                         | Durée |
| --- | ----------------------------------------------------- | --- | ----------------------------------------------------------------------------------- | ----- |
| 1.  | Crabs in a Bucket (Produit par Sekoff et Vernon)      | Vincent Staples, Zack Sekoff, Justin Vernon, Lakisha Robinson                                                                       |                                                                                     | 3:17  |
| 2.  | Big Fish (Produit par Christian Rich)                 | Staples, Kehinde Hassan, Taiwo Hassan, Jordan Michael Houston                                                                       | Norf Norf de Vince Staples                                                          | 3:18  |
| 3.  | Alyssa Interlude (Produit par Sekoff)                 | Staples, Sekoff, Rodger Penzabene, Barrett Strong, Norman Whitfield                                                                 | I Wish It Would Rain de The Temptations Interview With Tim Chippin de Amy Winehouse | 2:38  |
| 4.  | Love Can Be... (Produit par GTA)                      | Staples, Matthew Toth, Julio Mejia, Damon Albarn, Robinson, Alonzo Mathis, Dana Ramey, Christopher Ussery, William Ray Norwood, Jr. | Hood Nigga (Remix) de Trae tha Truth feat. Gorilla Zoe                              | 2:58  |
| 5.  | 745 (Produit par Jimmy Edgar)                         | Staples, James Michael Edgar | Your Life's on the Line de 50 Cent                                                  | 3:47  |
| 6.  | Ramona Park Is Yankee Stadium (Produit par Ray Brady) | Staples, Raymond Edward Brady III                                                                                                   |                                                                                     | 0:51  |
| 7.  | Yeah Right (Produit par Sophie et Flume)              | Staples, Samuel Long, Harley Streten, Kendrick Lamar Duckworth, Laura Jane Lowther                                                  |                                                                                     | 3:08  |
| 8.  | Homage (Produit par Sekoff)                           | Staples, Sekoff, Robinson, Joshua Murphy, Julius Preston, William Roberts                                                           | New Level de A$AP Ferg feat. Future Hold Me Back de Rick Ross                       | 2:53  |
| 9.  | Samo (Produit par Sophie)                             | Staples, Long, Rakim Mayers |                                                                                     | 2:54  |
| 10. | Party People (Produit par Sekoff)                     | Staples, Sekoff |                                                                                     | 2:58  |
| 11. | BagBak (Produit par Brady)                            | Staples, Brady |                                                                                     | 2:41  |
| 12. | Rain Come Down (Produit par Sekoff)                   | Staples, Tyrone Griffin, Jr., Sekoff                                                                                                |                                                                                     | 4:41  |

## Classements hebdomadaires
| Classements (2017)                  | Meilleure position |
| ----------------------------------- | ------------------ |
| Australie (ARIA)                    | 17                 |
| Belgique (Flandre Ultratop)         | 91                 |
| Belgique (Wallonie Ultratop)        | 161                |
| Canada (Canadian Albums Chart)      | 19                 |
| États-Unis (Billboard 200)          | 16                 |
| États-Unis (Top R&B/Hip-Hop Albums) | 11                 |
| États-Unis (Top Rap Albums)         | 7                  |
| Irlande (IRMA)                      | 39                 |
| Nouvelle-Zélande (RIANZ)            | 28                 |
| Pays-Bas (Mega Album Top 100)       | 60                 |
| Royaume-Uni (UK Albums Chart)       | 58                 |
| Suisse (Schweizer Hitparade)        | 48                 |